# Direct
Direct war eine belgische Automarke.

## Unternehmensgeschichte
Das Unternehmen Société de Construction Mécaniques et d’Automobiles begann 1904 mit der Produktion von Automobilen. Das Werk befand sich am Boulevard Baudouin in Brüssel. Im selben Gebäude war auch Ateliers Déchamps ansässig. 1905 endete die Produktion.

## Fahrzeuge
Das einzige Modell 40/50 CV basierte auf einer Entwicklung von Robert Goldschmidt. Der große Vierzylindermotor war vorne im Fahrgestell montiert und trieb die Hinterachse an. Die Besonderheit war das Fehlen eines Getriebes.